# Gladys Heldman
Gladys Medalie Heldman (ur. 13 maja 1922 w Nowym Jorku, zm. 22 czerwca 2003 w Santa Fe) – amerykańska działaczka i dziennikarka tenisowa, tenisistka.

## Kariera zawodowa
Grą w tenisa zajmowała się dopiero w późniejszym wieku, miała jednak liczne powiązania rodzinne z tym sportem – jej mąż, Julius Heldman, był mistrzem USA juniorów w 1936, a córki, Trixie i Julie, osiągnęły dobry poziom krajowy (Julie także międzynarodowy, dochodząc w 1974 do pozycji nr 5 na świecie).
W 1953 założyła, była następnie przez ponad 20 lat właścicielką, autorką i redaktorem naczelnym jednego z najważniejszych pism poświęconych tenisowi – „World Tennis”. Pod koniec lat 60. pismo to silnie wsparło dążenie czołowych zawodniczek na świecie do wzrostu zainteresowania rozgrywkami kobiecymi, pozostającymi w cieniu tenisa męskiego. Heldman nakłoniła swojego przyjaciela, Joe Cullmana, kierującego korporacją Philip Morris, do zainwestowania w nowy cykl kobiecych rozgrywek tenisowych; w 1970 odbyły się dwa pierwsze turnieje Virginia Slims Circuit (w Houston i Richmond), od 1971 kolejne. Wśród grupy inicjatywnej zawodniczek były takie sławy, jak Billie Jean King, Rosie Casals, a także córka Heldman, Julie.
W połowie lat 70. Gladys Heldman sprzedała pismo „World Tennis” i wycofała się z aktywnej działalności w tenisie. W 1979 jej nazwisko wpisano do Międzynarodowej Tenisowej Galerii Sławy.